# Александровський Іван
Іва́н Александро́вський (1784, Росія — після 1840) — український мовознавець, перекладач.

## Життєпис
Закінчив Петербурзький університет.
Від 1807 року викладав російську мову, літературу й історію у Вищій Волинській гімназії у Кременці (від 1819 — ліцей).
Учасник листопадового повстання (1830—1831) років.
Автор перекладів, праць із мовознавства.